# Префектура Саитама
Саитама (Јапански:埼玉県; Saitama-ken) је префектура у Јапану која се налази на острву Хоншу. Главни град је Саитама.